# The Virgin Suicides (album)
The Virgin Suicides è una colonna sonora del gruppo musicale francese AIR, pubblicata il 20 febbraio 2000 dalla Source Records per il film Il giardino delle vergini suicide.
Il video ufficiale del singolo Playground Love riprende alcune scene del film stesso.

## Tracce
Testi e musiche di Nicolas Godin e Jean-Benoît Dunckel, eccetto dove indicato.
1. Playground Love – 3:32 (Nicolas Godin, Jean-Benoît Dunckel, Thomas Mars)
2. Clouds Up – 1:28
3. Bathroom Girl – 2:24
4. Cemetery Party – 2:35
5. Dark Messages – 2:28
6. The Word Hurricane – 2:31
7. Dirty Trip – 6:11
8. Highschool Lover – 2:41
9. Afternoon Sister – 2:23
10. Ghost Song – 2:14
11. Empty House – 2:36
12. Dead Bodies – 2:56
13. Suicide Underground – 5:50

## Classifiche
| Classifica (2000-15) | Posizione massima |
| -------------------- | ----------------- |
| Belgio (Fiandre)     | 37                |
| Francia              | 34                |
| Germania             | 26                |
| Irlanda              | 27                |
| Paesi Bassi          | 89                |
| Regno Unito          | 14                |
| Stati Uniti          | 161               |
| Svizzera             | 51                |
| Ungheria             | 27                |